# Joseph Benjamin Palmer
Pour les articles homonymes, voir Palmer.
Joseph Benjamin Palmer (1er novembre 1825 – 4 novembre 1890) est un avocat américain, législateur et soldat. Il sert en tant que général confédéré lors de la guerre de Sécession, au cours de laquelle il est blessé à quatre reprises. Après le conflit, il reprend sa pratique de droit au Tennessee.

## Avant la guerre
Joseph B. Palmer naît en 1825 dans le comté de Rutherford, dans le Tennessee. Il devient orphelin alors qu'il est en bas âge et, il est par la suite élevé par ses grands-parents. Palmer suit une scolarité à l'université d'Union, alors située à Murfreesboro, dans le Tennessee. Il est admis à l'association du barreau de l'État en 1848, et commence à pratiquer en tant qu'avocat. En 1849, Palmer est élu à l'assemblée générale du Tennessee, et, en 1851, il est réélu. En 1855, il est ensuite élu maire de Murfreesboro, jusqu'en 1859.

## Guerre de Sécession
Au déclenchement de la guerre de Sécession, en 1861, Palmer choisit de suivre son État d'origine et la cause confédérée. Il organise une compagnie de soldats et, en mai, est élu capitaine dans le 18th Tennessee Infantry, dans lequel cette compagnie est affectée. En juin, il est élu colonel, prenant alors le commandement du régiment.

Carte de la campagne de Franklin-Nashville.

Palmer combat principalement sur le théâtre occidental de la guerre de Sécession. Il fait partie de la garnison qui se rend au fort Donelson le 15 février 1862, et est échangé le 15 août. Au cours de ce mois d'octobre, Palmer prend le commandement d'une brigade de l'armée du Mississippi. Il combat lors de la bataille de Stones River et est blessé à l'épaule droite et à la jambe droite le 2 janvier 1863. Palmer combat lors de la bataille de Chickamauga à l'automne, et est blessé le 19 septembre, où il est de nouveau touché à l'épaule droite.
Temporairement inapte au service actif sur le terrain, Palmer est nommé au commandement de district dans le département du Tennessee à compter du 18 novembre 1863. Il reprend le commandement de la brigade, le 27 juin, dans l'armée du Tennessee, et participe ensuite à la campagne d'Atlanta. Palmer combat lors de la bataille de Jonesborough, et est blessé lors de la troisième journée de combat le 1er septembre 1864. Il est promu au brigadier général le 15 novembre.
Palmer combat lors de la campagne de Franklin-Nashville en 1864, participant à la bataille de Franklin le 30 novembre, à la bataille de Nashville les 15 et 16 décembre, et fait partie de l'arrière-garde de l'armée lors de la retraite à la suite de Nashville. Ce qui reste des régiments du Tennessee de l'armée du Tennessee sont consolidés, et placés sous le commandement de Palmer, et il les conduit au cours de la campagne des Carolines.
Le 19 mars 1865, Palmer combat lors de la bataille de Bentonville et est de nouveau blessé, mais il reste au commandement de la brigade jusqu'au 26 avril. Il se rend avec le général Joseph E. Johnston, le 1er mai, et est libéré sur parole de Greensboro, en Caroline du Nord. Palmer est gracié par le gouvernement des États-Unis, le 26 octobre, et, de nouveau, le 21 mai 1866.

## Après la guerre
Après la guerre, Palmer retourne chez lui et reprend sa pratique du droit. En dépit de plusieurs demandes qui soit candidat au poste de gouverneur du Tennessee, il choisit d'éviter une service public. Palmer meurt en 1890 à son domicile, à Murfreesboro, Tennessee, et son corps est enterré dans le cimetière d'Evergreen de la ville.